# 남북 관계
남북 관계(南北關係, 문화어: 북남 관계(北南關係)) 또는 대한민국-조선민주주의인민공화국 관계(大韓民國-朝鮮民主主義人民共和國 關係, 문화어: 조선민주주의인민공화국-대한민국 관계(朝鮮民主主義人民共和國-大韓民國 關係)), 한조 관계(韓朝關係, 문화어: 조한 관계(朝韓關係))는 현재 한반도 내의 분단국가인 대한민국과 조선민주주의인민공화국 간의 관계를 말한다.

## 남북 관계사

### 군정기
오랫동안 하나의 생활권이었던 한반도가 해방과 미국·소련 양군의 진주로 남북으로 갑자기 분단되자, 한국의 국민과 지도자들은 협상이라는 정치적인 방법으로 한국문제의 근본적인 해결책을 모색하면서, 동시에 분단이 한민족의 일상생활과 경제활동에 미친 불편을 먼저 덜어보자는 목적으로 남북교류를 제의하였다.
양대 점령국인 미·소, 그리고 한국의 남·북 정치세력 간에 시도되었던 통일 정권 수립을 위한 협상이 성공하였더라면 남북교류 문제는 논의될 이유조차 없었을 것이다. 그러나 양측의 정치적 이념이나 입장의 상이로 말미암아 통일정권의 수립이 어렵게 되고 지연되자, 정치 문제보다는 비교적 타협의 여지를 많이 가진 비정치적 영역의 문제를 먼저 협의하는 것이 좋을 것이라는 판단과 또 분단 상태하에서라도 서로의 생활에 필요한 교류만은 하여야 한다는 견지에서 비정치적 성격의 남북교류가 여러 형태로 시도될 수 있었다.
남북교류 문제가 처음 구체적으로 논의된 것은 1946년 1월 16일 서울 덕수궁에서 개최된 미소공동위원회의 예비회담에서였다. 통일정부 수립을 위한 정치 문제가 주로 토의된 이 회담 중에서 미국 대표가 38도선의 설정으로 남·북 간에 발생한 행정상, 그리고 사회·경제적 문제에 협력할 수 있는 길을 토의하자고 하면서 소련측 대표에게 다음과 같은 점의 협의를 제안하였다.
1. 한국으로부터의 중요물자 반출
2. 38도선의 재래의 도(道)경계선에 의존한 변경
3. 방송망의 일원화와 양지구를 통하여 신문의 자유로운 배포를 가능케 하는 문제
4. 양지구간의 전화통신 재개
5. 통화(通貨)의 통일

소련측도 상기와 같은 미국측 제의에 관심은 보였다. 그러나 소련측은 이런 문제는 남·북간에 통일정권만 수립되면 자연히 해결될 것이라는 입장을 취하면서 정치문제의 우선해결을 주장하였다. 비교적 상호타협이 어렵지 않은 비정치적 영역, 즉 사회·경제분야에서 남북이 협력하는 데 성공한다면 거기서 얻은 협조무드와 정신의로서 궁극목적인 통일정권 수립에 도움이 될 것이라는 것이 미국의 입장이었다.
이와 같이 미·소는 남북교류문제에 입장의 차이를 보였으나 소련 역시 미소공동위원회 예비회담에서 남북교류를 위한 중요한 제안의 하나로 남·북 간의 원료 교환을 제의한 사실이 있다. 북측에서 석탄을 비롯해서 남한이 필요로 하는 물자를 보낼 테니 남측의 쌀과 교환하자고 하였던 것이다. 이 소련측 제안에 대해서는 미국측이 남한에도 전재민(戰災民)이 많아서 쌀의 여유가 없다는 이유로 거절하였기 때문에 결국 물자 교환에 관하여서도 합의에 도달하지는 못하였다.

### 제1공화국: 한반도 분단과 한국전쟁

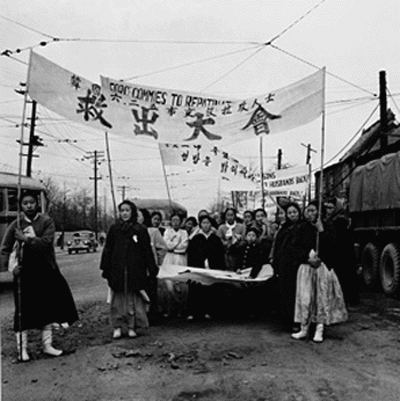
6·25 피랍인사 구출대회에 나선 유족들(1954)

1945년 8월 15일, 한반도를 식민 지배하던 일본 제국이 제2차 세계 대전에서 연합국에 항복을 선언하고, 미국과 소련이 38선을 경계로 일본군을 무장 해제하였다. 1945년 8월 22일, 소련군이 평양에 입성하고, 1945년 9월 8일, 미국군이 서울에 입성하였다.(→한반도 분단) 1945년 12월 16일 , 모스크바에서 미국, 영국 소련의 삼개국 외무장관 회의에서 한반도 신탁통치안이 합의되었다. 1948년 4월, 남북 정치협상이 평양에서 열렸다. 남측의 김구, 김규식과 북측의 김일성, 김두봉 등이 참석하였다. 이후  1948년 8월 15일에는 대한민국 정부가, 그해 9월 9일에는 조선민주주의인민공화국 정부가 수립되었다.
미군정기 당시의 이승만은 좌우합작에 대한 공공연한 반대는 추진하지 않았으나, 1945년 11월 박헌영과의 논쟁, 공산당의 독립촉성회 결별을 계기로 강력한 반공의지를 표현하였다. 한국 전쟁 이후 통일론은 반공이라는 원칙을 제시하였고, 이 원칙에서 일보 벗어나지 않았다. 이승만은 반공의 방법으로 무력통일을 시도했다. (→ 제1공화국의 통일론) 1950년 한국 전쟁 때, 이승만은 북한을 무력으로라도 점령하고 통일을 달성하려는 의지를 관철하려 하였으나, 북한에 의해 좌절되었다. 전쟁 중에는 더글러스 맥아더와의 협력 하에 만주 폭격을 계획하기도 하였으나, 맥아더가 원수직에서 해임되면서 수포로 돌아갔다. 미국이 무력통일을 반대하는 것에 대한 반발은 1953년의 반공포로 석방 등으로 나타났다.(→ 한국 전쟁 포로 교환 문제) 1953년 7월 27일 군사정전협정이 체결되었다.

### 제3·4공화국: 공동성명과 조선민주주의인민공화국의 테러
1968년 1월 21일 김신조를 포함한 북측의 무장공비가 청와대 기습을 시도한 1·21 사태가 발생하였다. 1972년 7월 4일, 박정희의 지시로 이후락이 조선민주주의인민공화국에 파견되어 김일성과 만나 자주, 평화, 민족대단결의 3대 통일 원칙을 제정하였다. 1972년 7월 4일 7·4 남북 공동 성명을 발표하였다. 이는 국제적 데탕트 분위기와 주한미군 철수선언, 군비경쟁 축소를 위해 제정되었으나 이후 통일논의를 통해 남북 양측이 자국 권력기반 강화를 위해 이용되었다. 1972년 8월 29일, 남북적십자회담이 개최되었다. 1976년 8월 18일, 판문점 도끼 살인 사건이 발생하였다.

### 제5공화국
전두환은 집권 초기 정권 안정을 위해 1982년 조선민주주의인민공화국과 「잠정협정」을 맺고 비정치적, 비군사적 교류부터 점진적으로 하자는 민족화합민주통일방안을 제의했다. 역대 정권으로선 처음으로 남북정상회담을 제의하기도 했다.
하지만 1983년 10월 9일 오전 10시 23분, 버마 수도 랑군 중심지의 아웅산 묘소에서 폭발이 일어났다.(→ 아웅산묘역 폭탄테러사건) 서석준 부총리, 이범석 외무부 장관, 김동휘 상공부 장관, 서상철 동력자원부 장관, 함병춘 청와대 비서실장 등 장관급 5명이 목숨을 잃고, 여기에 김재익 청와대 경제수석, 심상우 민정당 총재비서실장, 이중현 동아일보 기자 등 민·관의 희생자가 21명, 부상자가 46명에 달하는 대참사가 빚어졌다. 이후 군 내부에서 조선민주주의인민공화국을 무력 응징해야 한다는 의견이 나왔지만, 전두환 대통령은 보복 계획을 승인하지 않았고, 10월 13일 서울 여의도광장에서 희생자 장례식을 치러진다. 얼마 지나지 않아 20일 대통령 특별담화에서 전 대통령은 "이것이 우리의 평화 의지와 동족애가 인내할 수 있는 최후의 인내이며 다시 도발이 있을 경우에는 반드시 응징할 것"이라고 밝혔다. 사실상 무력 보복을 하지 않겠다는 뜻을 대내외에 밝힌 것이다.
1984년 9월초 남쪽에 발생한 홍수로 전국에서 190여 명이 생명을 잃고 재산피해도 1,300억 원이 넘는 수재가 발생하자 북한은 9월 8일 조선적십자회 이름으로 통지문을 보내 쌀 5만석(7천200t), 천 50만ｍ, 시멘트 10만t, 의약품 지원을 제안했다. 당시 전두환 대통령은 1년 전 미얀마에서 북한이 저지른 아웅산묘소 폭파 암살 시도에도 불구하고 북측의 제안을 전격 수용했다. 북측의 식량지원 이후 남북 양측은 적십자회담 본회담을 가진 데 이어 1985년에는 이산가족 고향방문 및 예술공연단의 교환방문을 실현시켰고 남북간 최초의 경제회담도 시작했다. 인도주의로 포장된 북측의 전략적 제안이었던 식량지원을 남측이 수용함으로써 남북관계의 물꼬를 튼 것이다.
1985년 전두환 대통령은 북측에 남북정상회담을 제의했고, 북측 역시 같은해 9월 허담 비밀특사를 서울에 특파해 전 대통령과의 정상회담 논의를 타진했다. 전두환은 허담 밀사와 만난 자리에서 김일성의 말을 전해듣고 다음과 같이 답했다.
김일성 주석께서 말씀하신 내용을 경청해보니 내용 하나 하나가 내 생각과 거의 동일합니다. 김 주석께서는 공개적으로 말씀이 계셨지만 40년 전에는 민족해방 투쟁으로, 그리고 평생을 조국과 민족을 위해서 애써오신 충정이 넘치는 그런 말씀을 하셨습니다. 또 남북한 최고책임자들의 회담이 이와 같은 분위기라고 할 것 같으면 시기가 빠르면 빠를수록 좋다 하는 것도 나의 의견입니다.

1987년 11월 29일에는 북한 김승일과 김현희가 대한항공 858편 폭파사건을 일으켰다.

### 김영삼 정부
1994년 7월 8일 조선민주주의인민공화국의 김일성 주석이 사망하자, 김영삼 정부는 당초 계획되어 있었던 남북정상회담 일정을 취소하고 전군에 비상경계령을 내리는 동시에 긴급 국가안전보장회의를 소집하였다. 한편 재야에서는 조문사절단을 보내고자 하는 움직임도 있었고, 한총련이 총학을 장악한 대학들에서는 추모행사가 개최되기도 하였다. 특히 전남대학교에는 분향소가 설치되기도 하였다. 김영삼 정부는 이들을 사법처리하였다. 의회에서도 조문단 파견이 필요하다는 견해를 밝히는 의원들이 있었으나, 여당에서는 견해를 묵살하였다. 동시에 '주사파 파동'이 일었고 남북 관계 개선 분위기는 일시에 사그라들었다. 1996년 9월, 강릉지역 무장공비 침투사건이 발생하였다.
1996년 6월 24일 전방부대를 시찰한 자리에서 김영삼대통령은 북한은 세계의 모든 나라에 도움을 요청하고 있지만 마지막으로 도울 수 있는 나라는 동족인 우리뿐이라는 사실을 모르고 있다고 지적했다. 그리고 이 자리에서 "6.25 당시에 만주를 폭격했으면 통일을 이룰 수 있었다"고 발언하여 여야간 극한 언쟁이 오갔다. 당시 국민회의 정동영 대변인은 해당 발언에 대해 국가안보를 해치고 4자회담 성사에 찬물을 끼얹는 것이라면서 "국가이익을 현저하게 해칠 우려가 있는 발언을 한 것은 대통령의 직무와 관련해 탄핵소추도 가능한 발언이라고 본다"는 논평을 냈고, 자유민주연합 측에서는 "대통령 자신이 북을 자극하여 찬물을 끼얹고 있는 것은 도저히 이해할 수 없는 처사"라는 논평을 냈다. 집권당인 신한국당의 김 철 대변인은 "어느 쪽의 안보를 지키려는 정당인지 의심이 들 정도라는 점을 얘기하지 않을 수 없다. 국민회의는 북한에 대해 그렇게 미안하고 조심스러운지 묻고 싶다"는 논평을 논평을 냈다.
 당시 공방의 발단은 김영삼 대통령의 지난 24일 중부전선 시찰 당시 발언으로 김영삼대통령은 심각한 북한 상황과 한국전쟁의 참상을 회고하고 당시 맥아더 장군이 주장했던 만주폭격이 가능했더라면 이미 통일 될 수도 있었을 것이라면서 철저한 안보태세를 당부했다. 그러자 국민회의측은 어제와 오늘 잇따라 비난공세에 나섰고 신한국당측도 민감하게 반응했다. 양쪽 공방은 김영삼 대통령의 발언이 과연 우리 국민의 안보의식에 어떤 영향을 줄 것인지에 초점이 맞춰줬다. 국민회의 정동영대변인은 만주북폭 지지발언은 국가안보를 위태롭게 할 수 있는 중대한 발언이라고 규정을 했다. 그러자 신한국당 김철 대변인은 전방부대를 방문한 자리에서 과거의 통일의 기회를 아쉬워하면서 젊은세대들에게 안보의 중요성을 강조하는 의미에서 이같은 회상을 한 것은 매우 자연스럽게 어떻게 보면 당연하다는 논평으로 김영삼 대통령을 비호했다. 또 이번 발언이 지금은 우호국(?)이 되었다는 된 중국과의 관계에 어떤 영향을 미칠 것인지도 논란이 됐다. 정동영대변인은 한중 우호에 악영향을 초래하고 간접적으로 외환을 불러올 수도 있는 중대한 발언이라는 것이라고 논평했고 신한국당의 김철 대변인은 반세기전의 전쟁 상황을 기준한 대통령의 발언이 어떻게 해서 현재의 한중 한러 관계에 영향을 준다는 얘기인지 이해할 수 없다는 논평을 냈다. 새정치국민회의는 김영삼 대통령이 전국민한테 이 발언을 해명해야 한다고 촉구했고 신한국당은 당시 공산당을 제외한 대다수 국민이 맥아더의 주장을 지지했으며 지금도 대다수 국민들이 그대로 했다면 통일이 됐을 것으로 생각하고 있다면서 국민회의가 6.25에 대한 기본적 이해도 결여돼있을 뿐 아니라 어느쪽 안보를 지키려는 정당인지 의심이 들 정도라고 반박했다.

### 김대중 정부: 햇볕정책과 남북 정상회담
국민의 정부는 조선민주주의인민공화국에 대하여 우호적인 정책을 취하였다. 햇볕정책으로 대표되는 조선민주주의인민공화국에 대한 대한민국의 대북 정책은, 조선민주주의인민공화국에 협력과 지원을 함으로써 평화적인 통일을 이끌어 내려는 정책이다. 햇볕정책은 비유법으로 사용된 상징어로 대북포용정책 또는 포용정책으로도 불리고, 공식적인 명칭은 대북화해협력정책이다. 화해협력정책의 공식 영어 명칭은 'Engagement Policy'이나 'Sunshine policy'라는 명칭이 더 대중적으로 알려져 있고, 단절을 극복하고 개방하며, 대결하지 않고 협력한다는 의미를 내포하고 있다. 많은 면에서 1970년대 서독의 동방 정책에 기초했다. '햇볕'이라는 이름은 바람이 벗기지 못한 사람의 외투를 따스함으로 벗긴 태양에 관한 이솝의 우화에서 비롯되었다. 대북외교 정책 중 햇볕정책으로 시작된 대북 포용정책은 국민의 정부 주요 정책 중 하나이다. 국민의 정부 이전에는 북한과의 관계는 형식적이고 교류가 이루어지지 않은 상태로 군사적 대치관계에 놓여있었으나, '선평화 후통일'을 통일의 기본원칙을 계승해 국민의 정부에 들어서 교류를 기반으로 한 화해, 협력 등을 강조한 포용정책으로 전환되었다. 햇볕정책을 통해 남북 정상회담과 개성공단 설립 등의 가시적 성과는 있었지만 정상회담의 대가로 북측에 현금이 건네진 것으로 알려진 사건인 대북 불법 송금사건은 후일 햇볕정책의 진정성과 투명성에 논란이 생기는 계기가 되었다. 그러나 김일성 사후 극심한 경제난을 겪던 조선민주주의인민공화국이 정상회담 이후 미사일과 핵 실험을 시도할 수 있게 된 이유가 이때의 송금이라는 시각도 존재한다. 사실상 북한과의 대화를 강조했던 클린턴 행정부의 외교적 요구 때문이기도 하다.
1998년 6월, 정주영 현대그룹 회장이 소떼를 몰고 방북하였다. 1998년 11월 금강산 관광선 금강호가 처음 출항하였다. 
1999년 6월 15일 - 연평해전이 발생하였다. 2002년 6월 29일, 제2연평해전이 발생하였다.
2000년 6월 13일~15일 김대중 대통령과 김정일 위원장이 남북 정상 회담을 갖고,  6·15 남북공동선언을 채택하였다. 2000년 8월 15일, 제1차 이산가족 상봉이 있었다.

### 노무현 정부
2003년 9월, 현대아산은 금강산 육로관광을 개시하였다.  2005년 8월 10일 남북해운합의서가 채택되었다. 2006년 7월 5일 - 북한이 대포동 2호 미사일을 시험 발사하였다. 2006년 10월 9일, 북한이 핵 실험을 강행하였다. 2007년 5월, 현대아산이 금강산 내금강 관광을 실시하였다. 2007년 10월 2일, 노무현 대통령과 김정일 위원장이 2007년 남북정상회담을 가졌다. 2007년 10월 4일, 2007 남북정상선언문을 체결하였다. 2007년 12월, 현대아산이 개성관광을 실시하였다.

### 이명박 정부
이명박 정부는 집권 후 이전정부와 다른 "비핵개방3000구상" 대북정책을 견지하였고 이에 남북관계는 경색되었다.
2008년 3월, 현대아산이 금강산 승용차관광을 실시하였다. 2008년 7월 11일, 금강산에서 관광객 피격사망 사건이 발생하였다. 2008년 8월 27일, 북한의 원정화가 위장 탈북하여 간첩행위를 하다가 구속되었다.2009년 4월 5일, 북한이 "광명성 2호"를 가장한 장거리 로켓 발사를 강행하였다. 2009년 5월 25일. 북한이 2차 핵 실험을 강행하였다. 2010년 3월 26일, 백령도 해상에서 천안함 침몰 사건이 발생하여 해군 46명이 수몰되면서 남북간의 긴장이 고조되었다. 동년 11월 23일, 조선민주주의인민공화국이 일방적으로 연평도 포격사건을 일으키면서 해병대원 2명과 민간인 2명이 사망하고, 일부 건물이 무너졌으며, 연평도 주민들이 피난가는 등 유례없는 사건이 발생했다. 연평도 포격은 정전 이후 최초로 상대방의 영토에 무력을 가한 사건이었다.

### 박근혜 정부
박근혜 정부가 출범하던 2013년 2월 조선민주주의인민공화국이 3차 핵실험을 감행하였다. 박근혜 정부의 통일 정책은 한반도 통일을 세계에 공감하게 하는 통일외교를 통일 정책과 이명박 정부 때와 마찬가지로 대북적대 정책을 내세웠다. 하지만 이 역시 조선민주주의인민공화국의 반발을 샀다. 2013년 대한민국 근로자들이 개성공업지구에서 철수하면서 조선민주주의인민공화국은 "휴전 협정을 파기한다"라는 선전포고에 가까운 도발을 하였고, 이에 남북 관계는 긴장 상태에 들어가게 된다. 2013년 6월 남북당국회담 개최를 서울에서 하기로 했지만 결국 무산되었다.
이듬해 평양에서 열린 아시아 클럽 역도 선수권 대회에서는 대한민국 선수단의 방북을 승인한데 이어 태극기와 애국가 사용도 사상 처음으로 허용하였다. 이후 2014년 초 김정은이 남북 관계 개선을 주장하였고, 이에 따라 남북간 고위급 접촉이 성사되었다. 그리고 2월 20일부터 2월 26일까지 남북 이산가족 상봉이 개최되었다. 그해 9월 2014년 인천 아시안 게임에서는 북측 선수단의 참가와 황병서, 김양건, 최룡해의 방남이 성사되어 화해 분위기 조성이 관측되었으나, 제2차 남북 고위급 접촉이 무산되어 남북관계는 다시 악화되었다. 
2015년에는 김정은 위원장의 남북정상회담 의지를 표명하였으나 관계개선에는 별다른 진전을 보이지 못하던 중, 8월 4일 2015년 DMZ 지뢰폭발사건이 발생하여 군인인 김정원 하사, 하재헌 하사가 부상을 입었다. 이에 대해 대한민국 국군은 조선민주주의인민공화국에 사과와 재발 방지 약속을 요구하며 11년 만에 대북 확성기 방송을 실시하였다. 8월 20일 조선인민군은 확성기 방송 중단을 요구하면서 확성기를 향해 포탄을 발사해 남측 지역에 포탄이 떨어지는 서부전선 포격 사건이 발생하였다. 북측은 "완전무장한 준전시 상태"를 선포하는 동시에, "48시간 이내 확성기 방송을 중단 및 확성기를 철거하지 않으면 오후 5시부터 전시 상태에 돌입하고, 군사행동을 개시한다"라고 경고히면서 긴장감이 극에 달했다. 이틀 후인 8월 22일, 북측의 제안에 따라 판문점의 평화의 집에서 대한민국 김관진 국가 안보실장, 홍용표 통일부 장관 및 조선민주주의인민공화국 황병서 군 총정치국장, 김양건 통일전선부장이 사태를 해결하기 위해 긴급 접촉을 가졌다. 3일간의 릴레이 회담 끝에 8월 25일 양측 대표단은 북측의 유감 표명, 확성기 가동 중단 등의 조치를 담은 합의문을 타결하면서 긴장 국면은 빠르게 해소되었다. 같은해 10월 20일부터 26일까지는 남북 이산가족 상봉이 성사되었다.
이후 대한민국의 당국회담 예비 접촉 제안 에 응하지 않던 조선민주주의인민공화국은 11월 26일 예비 접촉을 판문점의 통일각에서 하자고 제안해 왔다. 그리고 11월 27일 남북은 12월 11일 개성공업지구에서 남북간 당국회담을 열기로 합의하였다. 그리고 12월 11일부터 12월 12일까지 개성에서 남북당국회담을 열었지만 금강산 입장차를 이기지 못하고 결국 결렬되었다. 2016년 김정은 위원장의 신년사에서 "핵" 대신 "남북관계 개선 노력"을 처음으로 언급하였으나, 1월 6일 조선민주주의인민공화국이 기습적으로 제4차 핵실험격인 수소폭탄 실험을 감행하였고 이에 대한민국 정부는 1월 7일 "남북 민간교류, 국민들의 안전을 위해" 개성공업지구 폐쇄를 선언하였다. 그리고 한 달여 만에 조선민주주의인민공화국은 광명성 호를 발사하였고, 이에 대한민국 정부는 2월 10일 개성공업지구 가동 중단을 선언하였다. 이에 조선민주주의인민공화국은 개성공업지구 폐쇄를 선언하며 북측 노동자들 전원 추방과 개성공업지구 군사 통제 구역을 선포했다. 이후 대한민국 정부는 조선민주주의인민공화국의 비핵화 협상 제안을 일축하며 대북 강경 태세를 취하였다. 대화 제의가 통하지 않자 조선민주주의인민공화국은 돌연 위협 태세로 태도를 전환하였고, 9월 9일 5차 핵실험을 단행하였다. 이에 박근혜 대통령은 김정은의 실명을 거론하며 김정은을 비판하였고, 이에 조선민주주의인민공화국은 막말로 박근혜 대통령을 비방하는 격앙된 태도를 보였다.한편 국군은 "북한이 핵무기를 사용하려는 징후가 포착되면 평양을 지도에서 사라지게 할 것"이라고 강경 태세를 취했다. 이후 11월 박근혜-최순실 게이트가 한창일 때, 대한민국 정부는 조선민주주의인민공화국과 비밀리에 남북 정상 회담을 추진했다고 한다.

### 문재인 정부
문재인 정부 출범 이후 북한과 미국 간 팽팽한 신경전이 있었으며, 한반도 내 긴장은 매우 심화되었다. 그러나 2018년 동계 올림픽에 북한이 참여하게 되면서 긴장은 완화되었고, 김여정과 김영남 등이 방남하면서 남북 간 대화의 물꼬가 트이게 되었다. 분위기가 점차 무르익으면서 2018년 남북정상회담이 열렸으며, 판문점 선언이 선포되었다. 이후 2018년 5월에 한번 더 정상회담을 갖었고, 같은 해 9월 평양공동선언을 채택하였다. 그러나 2018년의 평화 무드는 2019년 2월 북미정상회담의 협상결렬로 깨지게 되며, 2019년 5월부터 북한은 미사일 발사를 통한 무력 시위를 전개하였다. 
2020년 6월 23일, 탈북자 단체에서 대북 전단을 살포하여 남북 관계가 급격히 악화되었다. 이에 대북전단 금지법이 발효되어 대북 전단의 살포에 대한 제도적 장치가 마련되었으나, 북한의 별다른 호응을 이끓어내지는 못하였다.
같은 해 6월 16일, 김여정이 남북연락사무소를 폭파시키겠다는 협박을 한 지 3일 뒤였던 이날, 조선민주주의인민공화국 당국은 사무소를 실제 폭파하였다. 그로 인해 남북의 관계는 더욱 악화되었다. 이 때를 기점으로 현재까지 남북관계는 회복되고 있지 못하다. 

### 윤석열 정부
윤석열 정부는 문재인 정부와 차별화된 대북 정책을 강조하며, 대북 강경 정책을 시사하였다. 대북 유화 정책의 폐기와 함께 유엔군사령부 내 남한 가입국 추진, 한미 관계의 강화 및 한일 관계의 개선, 북한 인권 문제 제기, 한미연합 훈련 및 남한군 단독 훈련의 재활성화를 통해서 북한에 대하여 강경한 태도를 보여주고 있다.
2023년 들어 북한의 계속된 미사일 도발에 남한 정부에서는 국방부를 중심으로 남북 군사합의 일부 효력 정지에 대한 논의가 있었고 국무총리의 건의로 11월 22일에 윤대통령이 영국 현지에서 임시 국무회의를 열어 ‘9·19 남북 군사합의’ 일부 효력 정지를 재가하였고 이에 23일 북한은 남북 군사합의의 전면 무효화를 한다고 발표하였다.
김정은 국무위원장은 2023년 12월 26일부터 30일까지 열린 당 전원회의의 결정문에서 남북관계에 대해 "적대적인 두 개의 국가관계이며 전쟁 중에 있는 두 개의 교전국가간 관계"로 재규정하고, "일단 전쟁이 우리앞의 현실로 다가온다면 (중략) 전쟁은 대한민국이라는 실체를 끔찍하게 괴멸시키고 끝나게 만들 것"이라고 밝혔다. 또한 2024년 1월 15일에 열린 최고인민회의의 시정연설에서는 "독립적인 사회주의국가로서의 조선민주주의인민공화국의 주권행사령영역을 합법적으로 정확히 규정하기 위한 법률적 대책"을 세우라고 지시했다.

## 군사적 대치
한국 전쟁으로 인해 남북 간의 군사 대치는 유지되고 있다. 1961년부터 2010년 8월까지 남북의 군사 충돌로 국군, 북한군, 미군 1554명이 사망하였다. 북한은 1980년대말 핵처리 시설을 완공한 이후, IAEA의 핵사찰 거부, 핵확산금지조약(NPT) 탈퇴 선언 등으로 남한을 비롯한 주변국들과의 긴장을 고조시켰다.(북핵 문제) 2011년 1월 6일 국회 국방위원회 송영선은 1980년대 이후 약 19억1천800만장에 달하는 대북심리전단을 조선민주주의인민공화국에 살포하였다고 발표하였다. 자유선진당 이진삼 의원은 1960년대 후반 몇명의 대원과 같이 3번의 북파 공작 활동으로 33명의 인민군을 사살하였다.

## 통일을 위한 노력
대한민국은 1969년부터 통일부를 설치하여 남북 통일에 대한 지속적인 노력을 하고 있다. 1970년대 이후로 남한은 급속도로 성장하였으나, 북한은 거의 성장하지 못해 경제 격차는 날로 커져만 갔다. 그 때문에 굶주리는 수많은 북한의 인민들은 남북 통일을 이루어 경제적 여유를 부리길 원하며, 북한 정부도 표면적으로 통일에 대해 긍정적으로 언급하고 있다. 특히 남한 정부는 독일의 통일을 보며 남북 통일 비용이 상당할 것이라는 우려도 제기되고 있으나, 국토 면적과, 인구의 증가로 인한 안정적인 내수시장 확보, 사실상 섬나라일 수밖에 없는 남한의 지리적 위치, 광물 매장량이 거의 없는 남한과 비교해 7000조 원에 달하는 북한의 광물 매장량 등은 남한 정부가 통일을 추진해야 하는 핵심 이유로 꼽힌다. 그러나 많은 통일 비용과, 통일 후 경제적 안정이 이루어지기까지 많은 시간이 걸릴 것으로 예상되는 만큼 독일과 같은 급속한 통일보다는 점진적인 교류 확대로 인한 경제 격차 해소 후 통일하는 방안도 추진되고 있다.

### 남북적십자 회담

#### 본회담
제1차 본회담은 이범석 수석대표를 비롯한 대표 7명, 자문위원 7명, 수행원 20명 및 기자 20명, 합계 54명이 남북분단 후 최초로 평양을 방문한 가운데 1972년 8월 30일 평양에서 개최되어 남북으로 흩어진 가족들과 친척들의 주소·생사 등을 알아내며 알리는 문제, 남북으로 흩어진 가족들과 친척들 사이의 자유로운 방문과 자유로운 상봉을 실현하는 문제와 남북으로 흩어진 가족들과 친척들 사이의 자유로운 서신거래를 실시하는 문제, 남북으로 흩어진 가족들의 자유의사에 의한 재결합 문제, 기타 인도적으로 해결할 문제 등 5개항을 본회담 의제로 결정하는 합의문서(合議文書)를 교환하였다.
김태희 단장을 위시한 34명의 대표단과 20명의 기자가 수행한 북적대표단(北赤代表團)이 서울을 방문하여 개최한 제2차 본회담은 본회담이 끝난 다음날인 9월 14일에야 막후 접촉 끝에,
① 쌍방은 온겨레의 의사와 염원을 반영하여 남북적십자회담의 의제로 설정된 모든 문제들의 해결에 있어서 민주주의적 원칙과 자유스러운 원칙, 남북공동성명(南北共同聲明)의 정신과 동포애, 그래고 적십자인도주의적 정신을 철저히 구현한다.
② 쌍방은 제1차 및 제2차 남북적십자 본회담을 통하여 더욱 다져진 쌍방간의 신뢰와 신뢰의 분위기를 바탕으로 3차회담부터는 의제에 관한 토의를 진행한다.
③ 제3차 남북적십자본회담은 1972년 10월 24일 평양에서, 제4차적십자회담은 1972년 11월 22일에 서울에서 진행키로 한다는 합의서에 서명·교환하였다.
이같이 1·2차 적십자본회담은 일단 무사히 끝났으나 양측은 이견을 좁히지 못하고 설전만을 계속하다가 교착상태에 빠졌다.
그 후 1984년 북한의 조선적십자회가 남한의 수재민을 위하여 구호물자를 보내겠다고 제의해 왔고, 남한 적십자사가 이를 수락함으로써 실무자 접촉을 계기로 3차례의 본회담이 재개되었다.
1985년 5월 27일∼30일에 열린 제8차 본회담에서 8·15 광복 40주년을 전후하여 이산가족 고향방문단과 예술공연단의 교환방문을 추진하기로 합의하고, 그해 9월 20일∼23일 남북적십자 총재는 각기 151명씩의 방문단과 함께 서울과 평양을 방문하였다. 현재는 북한의 심각한 식량문제로 교류가 재개되고 있다.

### 남북고위급 회담
1988년에는 7 ·7선언 민족자존과 번영을 위한 대통령특별선언을 발표하면서 노태우정부에서는 한민족공동체통일방안이 제시되었다. 1989년 1월, 정주영 현대그룹 회장이 방북하여 금강산관광 의정서를 체결하였다. 1990년 9월 4일 ~ 7일 제1차 남북고위급회담이 서울에서 개최되었다. 1991년 3월 25일 일본 지바 세계 탁구 선수권대회에 남북한이 단일팀으로 참가하였다. 이 때, 한반도기를 사용하였다. 1991년 5월 6일 포르투갈 세계 청소년 축구대회에서 남북한이 단일팀으로 참가하였다. 1991년에는 유엔총회에서 남북한이 유엔회원국으로 동시에 가입하고 1991년에는 사실상 핵개발을 포기하는 남북한 공동으로 한반도 비핵화 공동선언을 채택했다. 1991년 12월 13일 남북기본합의서가 교환되고, 1992년 2월 19일 발효되었다. 1992년 9월 15일부터 17일까지 8차 남북고위급 회담이 평양에서 열렸다. 회담을 앞두고 당시 노태우 대통령은 이산 가족 상봉에 큰 기대를 걸고 8차 고위급 회담에서 반드시 성사시키라고 특별 지시를 했다. 대신 북한은 비전향 장기수인 리인모 노인의 송환을 강력하게 요구하고 있었다. 회담의 대변인 이동복은 이때, 이른바 "이동복 훈령 조작 사건"의 주역이었다. 이산가족 문제 해결에 대한 대통령의 지침을 받기 위해, 평양의 상황실은 서울로 청훈(請訓)하였는데, 서울로부터 답변이 없음에도 불구하고, 이동복은 엉뚱한 훈령을 정원식 대표에게 보고했다.
문재인 대통령과 김정은 북한 노동당 위원장의 정상회담 날짜가 2018년 4월 27일로 확정됐다. 남북은 29일 판문점 북측지역 통일각에서 '2018 남북정상회담' 준비를 위한 고위급회담을 열고 이런 내용을 포함한 3개항의 합의가 담긴 공동보도문을 채택했다.
문재인 대통령과 김정은 북한 국무위원장은 2018년 4월27일 오전 9시 30분 판문점 군사분계선에서의 역사적인 첫 만남을 갖고 한반도의 항구적 평화 정착을 향한 첫걸음을 내디딘다. 문재인 대통령과 김정은 북한 국무위원장은 이날 오후 판문점에서 공동기자회견을 갖고 “정전협정 체결 65년이 되는 올해 종전을 선언하겠다”고 밝혔다.
2018년 5월 26일 오후 3시부터 5시까지 약 두 시간가량, 문재인 대통령과 북한 김정은 국무위원장이 북측 통일각에서 전격적으로 만나 제2차 남북정상회담을 가졌다. 2차 정상회담을 한 핵심 목적은 좌초 위기에 빠진 북-미 정상회담 살리기에 있다.
2018년 9월18일부터 20일까지 평양에서 대한민국 문재인 대통령과 조선민주주의인민공화국 김정은 국무위원장은 남북 정상회담을 진행하였다. 이번 3차 정상 회담은 비핵화를 포함하여, 군사,경제, 이산가족 등 다양한 분야의 합의가 9·19 평양 공동선언에서 양국 정상간에 합의가 이루어졌다.

### 연락사무소 개설 제안
2008년 4월 미국을 방문 중이던 이명박 대통령이 워싱턴포스트와의 인터뷰에서 "남한에 돌아가면 북측에 '서울과 평양에 상주 연락사무소를 설치해 남북의 상시적인 대화채널을 구축하자'고 제안하겠다"고 밝혔다. 연락사무소는 정식으로 국교를 맺지 않은 국가 간에 외교관계를 수립하기 위한 최초 단계인 이익대표부와 최종 단계인 상주대사관의 중간 절차에 해당한다. 이명박 대통령은 "연락사무소장은 남북한 최고 책임자의 말을 직접 전할 수 있을 정도의 위치에 있는 사람이 돼야 할 것"이라며 고위급 사무소를 제시했다. 9일 뒤에 북한은 2008년 4월 26일 노동당 기관지인 노동신문을 통해 연락사무소 설치 제안을 공식 거부했다.
2010년 1월 4일 이명박 대통령이 신년 국정연설을 통해 남북한 상시 대화기구를 마련하자고 제안했다. 남북연락사무소를 서울과 평양에 설치하자는 제안으로 2008년 미국에서 밝혔던 것을 다시 재차 주장한 것이다.
2018년 9월 14일, 개성특급시 개성공업지구 내에 남북연락사무소가 개소하였다.
2020년 6월 16일 김여정이 남북연락사무소를 폭파시키겠다는 협박을 한 지 3일 뒤인 16일, 북한 당국은 사무소를 실제 폭파하였다.
2024년 10월 15일 , 북한은 경의선과 동해선 철도와 도로를 폭파했다.

## 같이 보기
- 한국의 통일 방안
- 남북공동연락사무소 사무처
- KBS 한민족방송